# Дарево
Дарево (бел. Дарава) — агрогородок в Ляховичском районе Брестской области Белоруссии. Входит в состав Коньковского сельсовета. Население — 25 человек (2019).

## География
Дарево находится в 10 км к северо-западу от города Ляховичи и в 10 км к юго-востоку от центра города Барановичи близ границы с Барановичским районом. Дарево де-факто составляет один населённый пункт вместе с двумя более крупными сёлами Литва и Дарево-Чиж. К северо-востоку располагается деревня Малое Подлесье, к югу — Лабузы. Деревня стоит на правом берегу реки Щара. Через Дарево проходит автодорога Р4 на участке Барановичи — Ляховичи, в деревне находится мост автодороги через Щару.

## История
Поселение впервые упомянуто в XV веке. Деревня входила в состав Новогрудского повета Новогрудского воеводства Великого княжества Литовского. В XV—XVI веке владельцами имения были Монтигердовичи, на средства Петра Монтигердовича в 1440 году был построен первый католический храм. В 1540 году в Дарево был основан католический приход и возведён новый костёл.
После второго раздела Речи Посполитой (1793) в составе Российской империи, деревня входила в состав Новогрудского уезда Минской губернии.
Во время Первой мировой войны через Дарево проходила линия фронта, деревня оказалась почти полностью стёртой с лица земли. Согласно Рижскому мирному договору (1921) Дарево вошло в состав межвоенной Польши, постепенно деревня была отстроена, в 1931—1938 годах был выстроен новый каменный католический храм Вознесения Девы Марии. по некоторым сведениям при его возведении использовались блоки, вырезанные в окрестных немецких дотах времён Первой мировой войны.
С 1939 года — в составе БССР, во время Великой Отечественной войны в оккупации с 1941 по 1944 год. В послевоенное время костёл Вознесения был закрыт, в нём устроен склад, настоятель Станислав Шаплевич был репрессирован. Храм возвращён верующим и восстановлен в 90-х годах XX века.
В 2010 году деревня Дарево преобразована в агрогородок.

## Достопримечательности
- Костёл Вознесения Пресвятой Девы Марии. Построен в 1931—1938 годах.
- Придорожная католическая часовня (1 половина XX века).
- Католическое кладбище. В числе прочих здесь похоронен философ Флориан Бохвиц (be:Фларыян Бохвіц).
- Братская могила советских воинов. Похоронены 35 солдат, погибших при освобождении деревни в 1944 году. В 1958 году установлен памятник, зажжён Вечный огонь[6].
- Свято-Троицкая церковь

### Утраченное наследие
- Свято-Николаевская церковь
- Церковь Святой Троицы
- Костёл Девы Марии

## Галерея
- Костёл Вознесения Пресвятой Девы Марии
- Свято-Троицкая церковь